# Afonso Sávio
Afonso Sávio (* 1946 in Ira'ara bei Lospalos, Lautém, Portugiesisch-Timor; † 1979 in Osttimor) war ein osttimoresischer Freiheitskämpfer und führendes Mitglied der FRETILIN in Lautém.

## Werdegang
Sávio studierte in der Missionsschule in Fuiloro und wurde Offizier in der portugiesischen Kolonialarmee.
Sávio gehörte 1974 zu den ersten Anhängern der FRETILIN und wurde Sekretär für die Region Ponta Leste. Als die indonesischen Invasoren seine Heimatregion erreichten, errichtete Sávio am Berg Paitchau eine Widerstandsbasis für den Guerillakampf. Als Teil des nationalen Flügels der FRETILIN und Anhänger von Präsident Francisco Xavier do Amaral, fiel nach dessen Sturz Sávio ebenfalls in Ungnade und wurde von den eigenen Männern arrestiert und misshandelt. Erst auf Anordnung von Xanana Gusmão kam Sávio wieder frei und kehrte nach Lospalos zurück. Mit der Widerstandsbewegung blieb er weiter im Kontakt, so mit Gusmão und Sera Key. Da die Führung der FRETILIN nicht bereit war, die Umstände von Sávios Verhaftung aufzuklären, kehrte er nicht mehr zum bewaffneten Kampf in den Busch zurück. Stattdessen näherte er sich seinem Schwiegervater, dem APODETI-Veteran Tomé Cristóvão an und freundete sich mit Cláudio do Carmo Vieira an, dem damaligen Bupati (Regierungspräsident) der Indonesier für Lautém. Trotzdem misstraute er den Indonesiern und fürchtete um sein Leben. Am 17. April 1979 wurde Sávio das letzte Mal lebend gesehen, wahrscheinlich bereits als Gefangener der Indonesier. Sein Leichnam wurde nie gefunden. Über die genauen Hintergründe von Sávios Leben während der zwei Jahre zwischen Freilassung aus der FRETILIN-Gefangenschaft und seinem Verschwinden, gibt es noch heute sehr widersprüchliche Erzählungen. Je nach Quelle wird seine Beziehung zum Widerstand und zu den Indonesiern sehr unterschiedlich wiedergegeben.

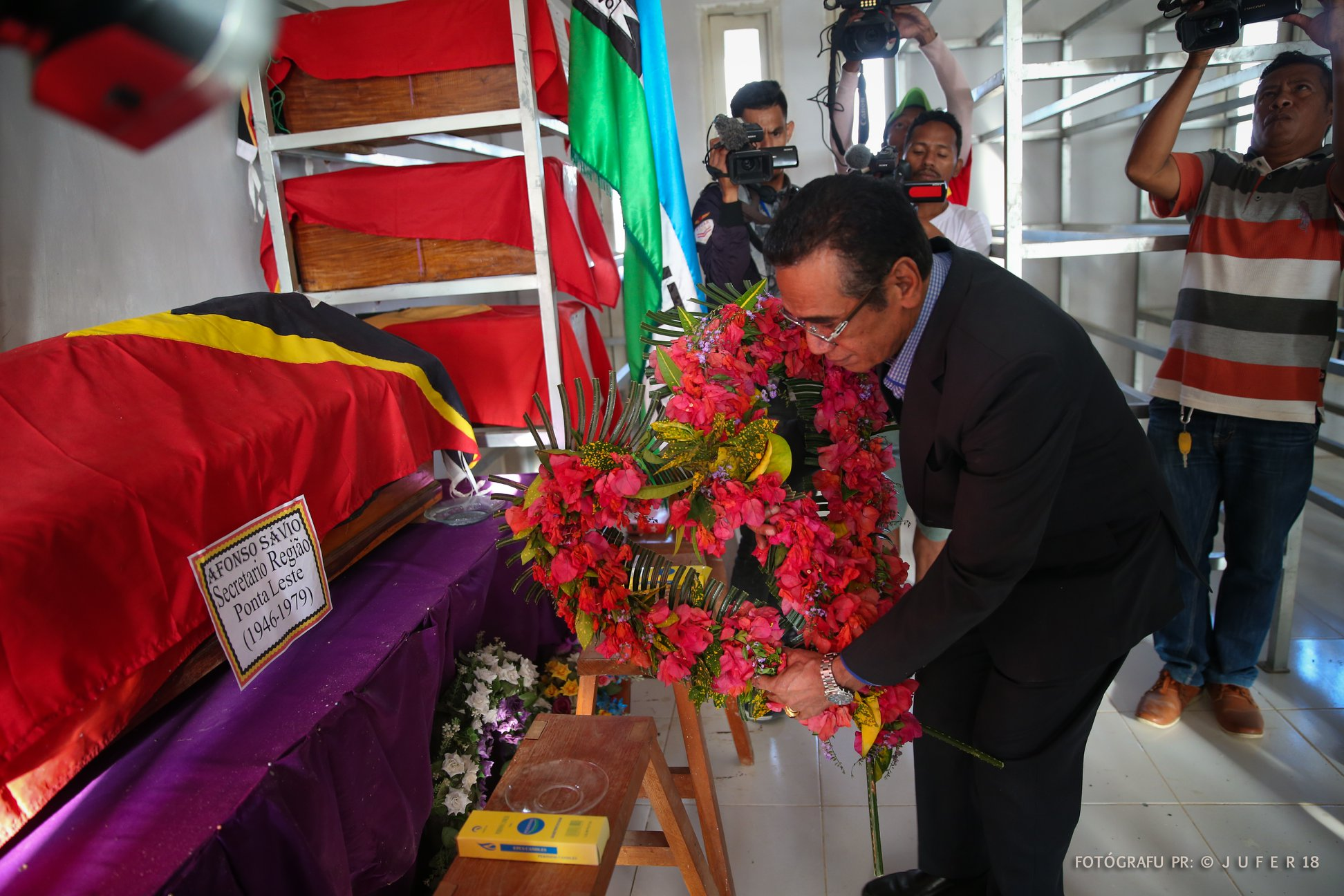
Präsident Francisco Guterres legt am Sarg von Sávio Blumen nieder (2019)

Auch drei Brüder von Afonso Sávio kamen im Unabhängigkeitskampf ums Leben und wurden posthum im unabhängigen Osttimor geehrt. Doch Afonso Sávio wurde aufgrund der widersprüchlichen Überlieferungen erst mit der Resolution 10/2012 vom Nationalparlament Osttimors rehabilitiert und man genehmigte seine Beisetzung auf dem Heldenfriedhof von Lautém, als Märtyrer des Befreiungskampfes. Da man nichts über dem Verbleib des Leichnams wusste, wurden in einer traditionellen Zeremonie 2013 Gegenstände gesammelt, welche die Präsenz seines Geistes repräsentieren sollten. Dazu gehörte ein Grashüpfer, der auf einem ausgebreiteten Taisstoff landete. Diese wurden in den Sarg gelegt, der nun im Ossuarium von Raça aufgebahrt ist. Bei den Beisetzungsfeierlichkeiten, kamen über drei Tage über 2000 Personen, die von der Familie bewirtet wurden. Die Kosten betrugen 13.000 US-Dollar. 4000 Dollar spendete Xanana Gusmão, der Bruder Horácio Sávio zahlte 3000 US-Dollar, ein anderer Bruder stellte zehn Stück Vieh (Büffel, Schweine, Ziegen). Mit dem Aufwand sollte Sávios Status als Held im Jenseits gesichert werden.